# 施顯卿
施顯卿（1494年—？），字纯甫，号九峰老人，直隸無錫縣人。明朝官員、學者。

## 生平
弘治七年（1494年）出生。。嘉靖三十一年（1552年）举人，官新昌知县。他精於圍棋，一時無人能出其右，後為新秀祝萬年所擊敗，很不服氣。卒年不詳。撰有《古今奇聞類紀》十卷。